# 5938 Келлер
5938 Келлер (5938 Keller) — астероїд головного поясу, відкритий 16 березня 1980 року.
Тіссеранів параметр щодо Юпітера — 3,561.